# Ангілья на Чемпіонаті світу з легкої атлетики 2017
Ангілья на Чемпіонаті світу з легкої атлетики 2017, що проходив з 4 по 13 серпня 2017 року в Лондоні (Велика Британія) була представлена 1 спортсменом.

## Результати

### Жінки
Трекові і шосейні дисципліни
| Спортсмен  | Дисципліна | Забіги    | Забіги | Півфінал         | Півфінал         | Фінал            | Фінал            |
| Спортсмен  | Дисципліна | Результат | Місце  | Результат        | Місце            | Результат        | Місце            |
| ---------- | ---------- | --------- | ------ | ---------------- | ---------------- | ---------------- | ---------------- |
| Решель Мід | 100 м      | 12.67     | 43     | Завершила виступ | Завершила виступ | Завершила виступ | Завершила виступ |